# Кюммель, Пеэтер
Пеэтер Кюммель (эст. Peeter Kümmel; род. 11 апреля 1982, Тарту) — эстонский лыжник, участник трёх Олимпийских игр. Специалист спринтерских гонок.

## Карьера
В Кубке мира Кюммель дебютировал в 2003 году, в январе 2007 года впервые попал в десятку лучших на этапе Кубка мира, в спринте. Всего на сегодняшний день имеет на своём счету 9 попаданий в десятку лучших на этапах Кубка мира, 4 в командных соревнованиях и 5 в личных. Лучшим достижением Кюммеля в общем итоговом зачёте Кубка мира является 51-е место в сезоне 2006-07.
На Олимпиаде-2006 в Турине, стал 38-м в спринте.
На Олимпиаде-2010 в Ванкувере занял 14-е место в спринте и 16-е место в командном спринте.
За свою карьеру принимал участие в двух чемпионатах мира, лучший результат 8-е место в командном спринте на чемпионате-2009, в личных гонках лучший результат Кюммель показал на чемпионате-2011, где он сумел попасть в финальный спринтерский забег и занял 6-е место.
Использует лыжи и ботинки производства фирмы Fischer.

## Интересные факты
- С 2006 по 2008 год Кюммель летом выступал за футбольный клуб «Отепя» в низших лигах чемпионата Эстонии[2].